# Gare d'Éragny - Bazincourt
Ne doit pas être confondu avec Gare d'Éragny - Neuville.
La gare de d'Éragny - Bazincourt est une gare ferroviaire française, fermée, de la ligne de Saint-Denis à Dieppe, située sur le territoire de la commune d'Éragny-sur-Epte, dans le département de l'Oise, en région Hauts-de-France. Elle se trouve également à proximité de Bazincourt-sur-Epte, commune du département de l'Eure et de la région Normandie.
C'est une halte désaffectée de la Société nationale des chemins de fer français (SNCF). La gare ouverte la plus proche est celle de Gisors.

## Situation ferroviaire
Établie à 72 mètres d'altitude, la gare d'Éragny - Bazincourt se situe au point kilométrique (PK) 71,982 de la ligne de Saint-Denis à Dieppe entre la gare ouverte de Gisors et la gare fermée de Sérifontaine.

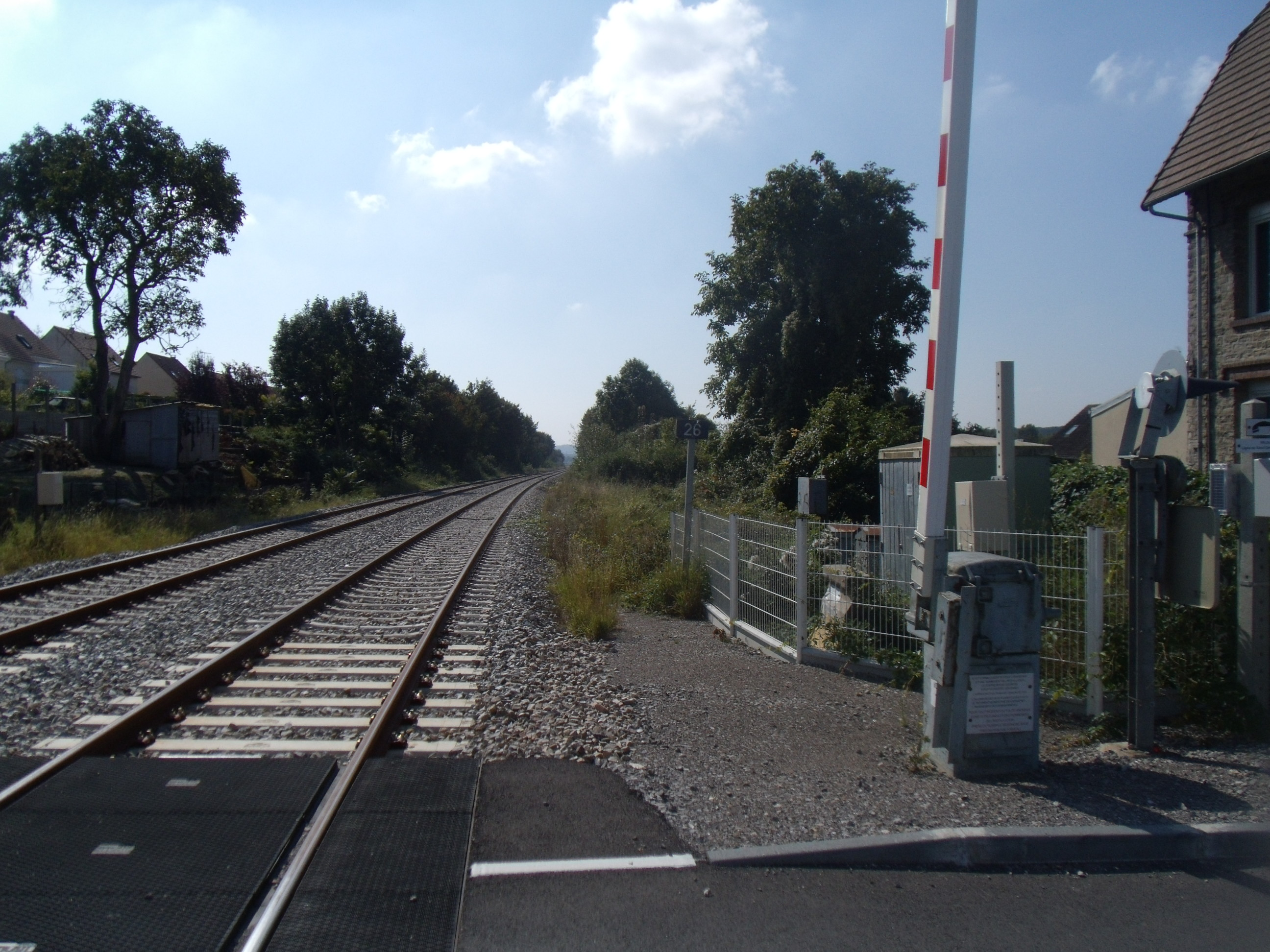
Vue en direction de Gisors.

## Histoire
La gare, qui ne dispose plus de personnel, est un point d'arrêt non géré (PANG). Le bâtiment voyageurs était simplement la maison du garde barrière située au passage à niveau no 26 ; elle est aujourd'hui habitée par un particulier.
Elle est desservie par les autocars TER Normandie (ligne de Gisors-Embranchement à Serqueux et de Gisors-Embranchement à Dieppe).
La voie ferrée, en très mauvais état, a été fermée au trafic commercial le 19 janvier 2009 entre Gisors-Embranchement et Serqueux, les trains ne pouvant plus circuler à une vitesse supérieure à 40 km/h.
Depuis, cette ligne a fait l'objet d'une rénovation totale dans le cadre du plan de relance gouvernemental de 2009.